# Slåttjärnen (Bräcke socken, Jämtland, 695066-147940)
Slåttjärnen är en sjö i Bräcke kommun i Jämtland och ingår i Ljungans huvudavrinningsområde. Sjön har en area på 0,0637 kvadratkilometer och ligger 403,4 meter över havet.

## Delavrinningsområde
Slåttjärnen ingår i det delavrinningsområde (694918-147953) som SMHI kallar för Mynnar i Dysjöån. Medelhöjden är 441 meter över havet och ytan är 10,16 kvadratkilometer. Det finns inga avrinningsområden uppströms utan avrinningsområdet är högsta punkten. Vattendraget som avvattnar avrinningsområdet har biflödesordning 3, vilket innebär att vattnet flödar genom totalt 3 vattendrag innan det når havet efter 140 kilometer. Avrinningsområdet består mestadels av skog (92 procent). Avrinningsområdet har 0,06 kvadratkilometer vattenytor vilket ger det en sjöprocent på 0,6 procent.